# Campeonato Uruguayo de Primera División 1992
El Campeonato Uruguayo 1992 fue el 88° torneo de primera división del fútbol uruguayo, correspondiente al año 1992.
Luego de disputadas dos ruedas todos contra todos entre los 13 equipos participantes, el Club Nacional de Football se consagró campeón uruguayo, terminando así los cinco títulos conseguidos de forma consecutiva por equipos chicos (equipos que no son Nacional o Peñarol).
Descendieron a Primera "B" los dos últimos equipos en la tabla, Rentistas y Central Español. Por otra parte ascendieron desde esa divisional para el torneo de 1993 los clubes Huracán Buceo y Rampla Juniors.

## Desarrollo
Este torneo contó con gran riesgo de quedar inconcluso, ya que sufrió una extensa huelga de futbolistas producto de un reclamo del gremio en contra de las sanciones de quita de puntos a los clubes Basáñez y Villa Teresa, luego de graves incidentes en el partido disputado entre ellos correspondiente a la Primera "B" de esa temporada, con el saldo de un hincha fallecido. Fue importante la intervención del sacerdote católico Ernesto Popelka, un exfutbolista de Danubio y Nacional, para terminar la huelga. El Club Nacional de Football terminó siendo perjudicado al ser privado de seguir disputando la Supercopa Sudamericana de ese año, debido a esta determinación gremial.

### Posiciones
| Puesto | Equipo               | Pts | PJ | PG | PE | PP | GF | GC | Dif |
| ------ | -------------------- | --- | -- | -- | -- | -- | -- | -- | --- |
| 1°     | Nacional             | 33  | 24 | 14 | 5  | 5  | 46 | 26 | 20  |
| 2°     | River Plate          | 28  | 24 | 10 | 8  | 6  | 35 | 26 | 9   |
| 3°     | Danubio              | 27  | 24 | 8  | 11 | 5  | 23 | 18 | 5   |
| 4°     | Peñarol              | 26  | 24 | 10 | 6  | 8  | 32 | 25 | 7   |
| 5°     | Bella Vista          | 26  | 24 | 9  | 8  | 7  | 28 | 23 | 5   |
| 6°     | Defensor Sporting    | 26  | 24 | 9  | 8  | 7  | 26 | 22 | 4   |
| 7°     | Montevideo Wanderers | 24  | 24 | 7  | 10 | 7  | 21 | 22 | -1  |
| 8°     | Racing               | 24  | 24 | 4  | 16 | 4  | 17 | 18 | -1  |
| 9°     | Progreso             | 24  | 24 | 7  | 10 | 7  | 23 | 31 | -8  |
| 10°    | Liverpool            | 23  | 24 | 6  | 11 | 7  | 17 | 25 | -8  |
| 11°    | Cerro                | 19  | 24 | 4  | 11 | 9  | 20 | 27 | -7  |
| 12°    | Rentistas            | 18  | 24 | 6  | 6  | 12 | 24 | 33 | -9  |
| 13°    | Central Español      | 14  | 24 | 2  | 10 | 12 | 18 | 34 | -16 |

|  | Clasifica a la Liguilla Pre-Libertadores. |
|  | Desciende a Segunda división.             |

|                                             |
| Uruguay                                     |
| Campeón Uruguayo 1992 Nacional 35.to título |

## Clasificación a torneos continentales

### Liguilla Pre-Libertadores
| Puesto | Equipo            | Pts | PJ | PG | PE | PP | GF | GC | Dif |
| ------ | ----------------- | --- | -- | -- | -- | -- | -- | -- | --- |
| 1°     | Nacional          | 9   | 5  | 4  | 1  | 0  | 9  | 3  | +6  |
| 2°     | Bella Vista       | 7   | 5  | 3  | 1  | 1  | 10 | 5  | +5  |
| 3°     | Danubio           | 6   | 5  | 1  | 4  | 0  | 5  | 4  | +1  |
| 4°     | Peñarol           | 5   | 5  | 2  | 1  | 2  | 8  | 8  | 0   |
| 5°     | Defensor Sporting | 3   | 5  | 1  | 1  | 3  | 8  | 9  | -1  |
| 6°     | River Plate       | 0   | 5  | 0  | 0  | 5  | 5  | 16 | -11 |

|  | Clasifica a la Copa Libertadores 1993. |
|  | Clasifica a la Copa Conmebol 1993.     |

Resultados
| Nacional | 1-0 | Bella Vista       |
| Danubio  | 2-1 | River Plate       |
| Peñarol  | 2-1 | Defensor Sporting |

| Nacional    | 2-0 | River Plate       |
| Bella Vista | 3-1 | Defensor Sporting |
| Peñarol     | 0-0 | Danubio           |

| Defensor Sporting | 4-1 | River Plate |
| Nacional          | 1-1 | Danubio     |
| Bella Vista       | 2-1 | Peñarol     |

| Danubio     | 1-1 | Defensor Sporting |
| Nacional    | 3-1 | Peñarol           |
| Bella Vista | 4-1 | River Plate       |

| Nacional    | 2-1 | Defensor Sporting |
| Bella Vista | 1-1 | Danubio           |
| Peñarol     | 4-2 | River Plate       |

| Uruguay                                    |
| Campeón Liguilla 1992 Nacional 3.er título |

### Equipos clasificados

#### Copa Libertadores 1993
|   | Equipo      | Clasificación como            |
| - | ----------- | ----------------------------- |
| 1 | Nacional    | Campeón Liguilla 1992         |
| 2 | Bella Vista | 2° puesto en la Liguilla 1992 |

#### Copa Conmebol 1993
|   | Equipo  | Clasificación como            |
| - | ------- | ----------------------------- |
| 1 | Danubio | 3° puesto en la Liguilla 1992 |
| 2 | Peñarol | 4° puesto en la Liguilla 1992 |

## Descenso

### Promoción
|  | Central Español | 0:2     | Huracán Buceo |  |  |
|  |                 | Reporte |               |  |  |

|  | Central Español | 0:2     | Huracán Buceo |  |  |
|  |                 | Reporte |               |  |  |

Huracán Buceo asciende a la Primera División y Central Español desciende a la Segunda División.